# سیارک ۲۱۴۵۷
سیارک ۲۱۴۵۷ (به انگلیسی: 21457 Fevig، نامگذاری:1998HD51) بیست و یک هزار و چهارصد و پنجاه و هفتمین سیارک کشف شده‌است که در ۲۵ آوریل ۱۹۹۸ کشف شد.
قدر مطلق سیارک برابر ۸.۵ است.